# Ґапово (Картузький повіт)
Ґапово (пол. Gapowo, нім. Krähwinkel) — село в Польщі, у гміні Стенжиця Картузького повіту Поморського воєводства.
Населення — 366 осіб (2011).
У 1975-1998 роках село належало до Гданського воєводства.

## Демографія
Демографічна структура станом на 31 березня 2011 року:
|          | Загалом | Допрацездатний вік | Працездатний вік | Постпрацездатний вік |
| -------- | ------- | ------------------ | ---------------- | -------------------- |
| Чоловіки | 173     | 48                 | 116              | 9                    |
| Жінки    | 193     | 63                 | 103              | 27                   |
| Разом    | 366     | 111                | 219              | 36                   |